# Coussapoa oligocephala
Coussapoa oligocephala là loài thực vật có hoa trong họ Tầm ma. Loài này được Donn.Sm. mô tả khoa học đầu tiên năm 1905.